# Kedar Williams-Stirling
Kedar Williams-Stirling (Plaistow (Anglaterra), 14 de desembre de 1994) és un actor anglès. Es va formar a l'institut d'Arts Escèniques "Itàlia Conti". Treballa com a actor des del 2007 i a més a més és escriptor. És conegut pel seu paper a la sèrie de Netflix "Sex Education".

## Biografia
Els pares i germans de Kedar Williams són d'origen africà. Kedar té el graduat en secundària. Va estudiar la secundària en el High School secundària, Manchester i la carrera a l'institut d'Arts Escèniques "Itàlia Conti". En el 2021 no se li coneix cap parella.

## Carrera professional
Williams va iniciar la seva carrera amb la sèrie "The bill" interpretant a Adie Mazvidza. El primer paper protagonista que va interpretar va ser a la sèrie televisiva Wolfblood (2012-2014) durant 39 episodis actuant com a Tom Okanawe. El paper amb el qual ha triomfat ha sigut a la sèrie actual de "Sex Education" com a Jackson Marchetti.

### Pel·lícules i sèries[calcitació]
| Pel·lícules                 | Sèries                        |
| --------------------------- | ----------------------------- |
| (2010) Shank                | (2007) The bill               |
| (2011) Drink, Drugs and KFC | (2008) Silent Witness         |
| (2013) You are me           | (2009) Doctors                |
| (2014) Montan               | (2012-2014) Wolfblood         |
| (2016) Elderflower          | (2013) School for stars       |
| (2018) Two Graves           | (2014) Officially Amazing     |
| (2019) Changeled            | (2015) Ultimate Brain         |
| (2020) Lovers Rock          | (2016) Roots                  |
|                             | (2017) Crimen en el paraíso   |
|                             | (2017) Will                   |
|                             | 2019 - present) Sex Education |